# 拉納爾 (加利福尼亞州)
拉納爾（英語：Lanare）是位於美國加利福尼亞州弗雷斯諾縣的一個人口普查指定地區。

## 地理
拉納爾的座標為36°25′20″N 119°55′52″W / 36.42222°N 119.93111°W，而該地最高點為海拔高度63米（即207英尺）。

## 人口
根據2010年美國人口普查的數據，拉納爾的面積為5.228平方千米，當中陸地面積為5.228平方千米，而水域面積為0.000平方千米。當地共有人口589人，而人口密度為每平方千米112人。